# 6,02 × 41 мм
6,02 × 41 мм — новый перспективный патрон индивидуального стрелкового оружия для ВС России.
Патрон стрелкового оружия повышенной пробиваемости 6,02 × 41 мм создан параллельно с индивидуальным стрелковым оружием под него АК-22. Впервые был упомянут в средствах массовой информации (СМИ) в конце 2023 года.

## История и цель создания
Патроны 7,62 × 39 мм и 5,45 × 39 мм уже исчерпали свой ресурс и задел для модернизации. Целью создания нового боевого припаса 6,02 × 41 является повышение огневой мощи на поле боя, в том числе против защищенного средством индивидуальной броневой защиты (СИБЗ) противника, а также использование преимуществ обоих калибров — от 5,45 — высокая скорость, малый вес, настильность, от 7,62 — большой импульс тяжёлой пули, большая дульная энергия.

## Описание
Пуля у нового патрона получилось очень длинная по сравнению с 5,45 х 39, 7,62 х 39 и 9 х 39. Это сделано чтобы сохранить большой вес при относительно небольшом калибре, и улучшить аэродинамические свойства пули в полёте. Вес пули нового патрона 6,7 грамма, начальная скорость около 800 м/с, а дульная энергия около 2 150 Дж. В сочетании тяжёлой пули меньшего (по сравнению с 7,62) диаметра с высокой скоростью и дульной энергией с улучшенной аэродинамикой позволит новому боеприпасу обладать значительным преимуществом в убойном и пробивном действии по сравнению с обоими автоматными калибрами (5,45 и 7,62). Так на дальности в 900 метров дульная энергия нового патрона 6×41 составляет 500 Дж, для сравнения дульная энергия на такой дальности для патронов 7,62 и 5,45 — 250 и 200 Дж соответственно. Для винтовочного патрона 7,62х54 из снайперской винтовки СВД для сравнения на той же дальности 900 метров — 690 Дж.

## Бронепробитие
Пуля нового патрона способна пробить плиту стали А3 10 мм на расстоянии около 300 метров в 100 % случаев, а плиту стали 2П 10 мм — в 85 % случаев обычной пулей на той же дальности. Для сравнения бронебойные пули 5.45, 7.62 пробивают только 5—6 мм стали 2П на расстоянии 300 метров.